# Ufens ceratus
Ufens ceratus är en stekelart som beskrevs av Richard Owen 2005. Ufens ceratus ingår i släktet Ufens och familjen hårstrimsteklar. Inga underarter finns listade i Catalogue of Life.